# Judge C. R. Magney State Park
Judge C. R. Magney State Park là một công viên bang tọa lạc ở bang Minnesota, Hiệp chúng quốc Hoa Kỳ. Công viên này tọa lạc trên bờ bắc của hồ Superior. Nó được đặt tên theo Clarence R. Magney, cựu thị trưởng của Duluth và thẩm phán Tối cao Pháp Viện tiểu bang Minnesota, người đã có công cho việc thiết lập 11 công viên và wayside danh lam thắng cảnh được thiết lập dọc theo bờ Bắc.
Công viên này được biết đến nhiều nhất với Devil's Kettle (ấm của quỷ).
Thác nước đôi Devil’s Kettle có một dòng chảy vào hồ Superior, nhưng điểm đến của dòng kia thì vẫn còn bí ẩn, và là câu hỏi hóc búa với giới khoa học suốt hàng mấy chục năm qua.
Judge CR State Park Magney nằm trên Minnesota State Highway 61, 25 dặm (40 km) từ Hoa biên giới Canada-Mỹ. 8 dặm cuối cùng (13 km) của dòng sông Brule chảy qua công viên, đổ xuống độ cao 800 foot (240 m) và tạo ra một số thác nước, thác. Một nhánh của Brule, rạch Gauthier, chảy từ phía tây. Rạch Mons, một dòng liên tục trên biên giới phía đông bắc của công viên, tạo một đầm lầy nhỏ. Đoạn này của sông Brule có ba thác nước được đặt tên. 1 dặm (1,6 km) từ bờ hồ, Thác nước hạ đổ xuống 7 foot (2,1 m) trên hai bậc ngay trước cửa rạch Gauthier. Một khoảng cách ngắn thượng nguồn là Thác thượng, đổ xuống độ cao 25 foot (7,6 m), và Thác Ấm của quỷ. Từ Thác Ấm của Quỷ sông chảy qua một 0,25 dặm (0,40 km) đá hẻm núi, cũng như các 0,5 dặm cuối cùng (0,80 km) của rạch Gauthier. Các khu vực phát triển và đường mòn tiếp cận, bị hạn chế bởi phần một phần ba hạ lưu của công viên. Phần phía bắc là gồ ghề và khó tiếp cận, với rặng núi mở bước ra khỏi thung lũng sông.